# Sykesville (Maryland)
Sykesville – miasto w Stanach Zjednoczonych, w stanie Maryland, w hrabstwie Carroll.